# X-Seed 4000

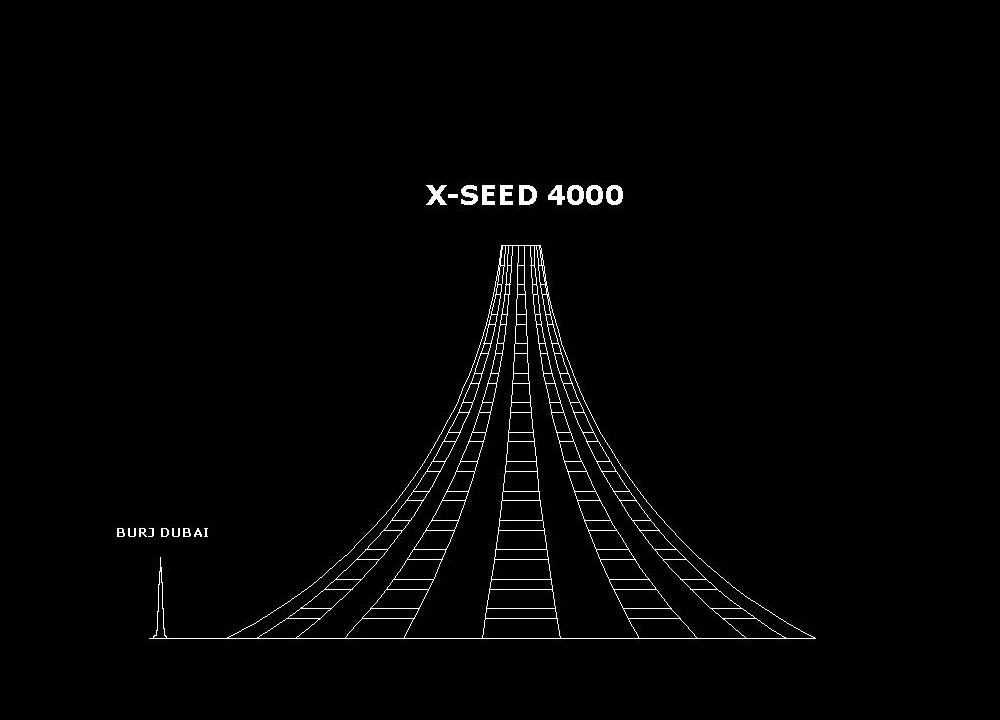
de X-Seed 4000 in vergelijking met de Burj Khalifa

De X-Seed 4000 is het hoogste gebouw dat ooit is voorgesteld in werkelijkheid te bouwen.
De hoogte wordt op 4 kilometer gesteld, met een basis van 6 kilometer in zee, en de 800 verdiepingen zouden ongeveer 500.000 tot 1 miljoen mensen kunnen huisvesten.
Het gebouw werd ontworpen voor de stad Tokio, door de Taisei Construction Corporation als een futuristische omgeving gecombineerd met een ultra-modern leven en waarin de interactie met natuur centraal staat.
Anders dan de 'gewone' wolkenkrabbers is de X-Seed 4000 geschikt om de inwoners direct te beschermen tegen aanzienlijk sterke luchtdruk verschillen en sterke veranderingen van het weer door zijn gigantische hoogte. Het ontwerp moet waarschijnlijk op zonne-energie werken om het interne klimaat te handhaven vanwege de grootte.
Een basis in zee en een vorm zoals de berg Fuji zijn enkele van de kenmerken van het gebouw. De echte berg Fuji heeft een basis op land en een hoogte van 3.8 kilometer.
Er wordt geschat dat het project zo'n €238 miljard tot €712 miljard ($300-$900 miljard) zou kunnen kosten. Dat is de helft van Tokio's "bnp".